# CTA Heliconair HC-I
Il CTA Heliconair HC-I era un convertiplano costruito in Brasile dal Centro Técnico de Aeronáutica (CTA) alla metà degli anni cinquanta del XX secolo e rimasto allo stadio di prototipo.

## Storia del progetto
Subito dopo la fine della seconda guerra mondiale, alla Germania fu proibito di progettare e produrre aeromobili. Dopo la fine del conflitto, il dottor Henrich Focke collaborò allo sviluppo di elicotteri in Francia e lavorò per un'azienda automobilistica in Germania. Trascorse qualche tempo anche nei Paesi Bassi, dove iniziò a progettare un velivolo VTOL in grado di raggiungere velocità relativamente elevate. Nel 1952 Focke, su suggerimento di Casimiro Montenegro Filho, fu assunto dal Centro tecnico dell'aeronautica (CTA, Centro Técnico de Aeronáutica) per lavorare nel neocostituito Istituto tecnico dell'aeronautica (ITA, Instituto Técnico de Aeronáutica). L'ITA fu il primo dei quattro istituti formati dal CTA, tutti situati a São José dos Campos, in Brasile. A quel tempo il governo brasiliano stava lavorando alla costruzione di un'industria aeronautica e aerospaziale nazionale e reclutava attivamente ingegneri tedeschi. Oltre a Focke, furono reclutati anche molti dei suoi soci ed ex colleghi.
La CTA fu colpita dal disegno dell'aereo VTOL di Focke e ne approvò la costruzione, ritenendo che le capacità dell'aereo avrebbero consentito di raggiungere zone remote del Brasile. L'ingegnere Focke si mise subito alla progettazione del nuovo convertiplano a rotore basculante, parzialmente ispirato al Focke-Achgelis Fa 269. L'aereo ebbe la designazione di CTA Heliconair HC-I Convertiplano. La sua fusoliera e le sue ali erano abbastanza convenzionali per un aereo, ma aveva due serie di rotori. Una coppia di rotori era posizionata vicino al muso, e l'altra coppia era posta tra le alie la coda. Tutti i rotori erano in configurazione trattiva e ruotavano verso l'alto per il volo verticale.  La cabina di pilotaggio dello HC-I ospitava due piloti, mentre quattro passeggeri trovavano posto nella fusoliera. Le prestazioni stimate  includevano una velocità massima di 500 km/h e un'autonomia di 1.517 km. Al progetto vennero utilizzati circa 40 lavoratori e 8 milioni di dollari.
Per risparmiare tempo e soldi, si decise di costruire l'HC-I utilizzando le ali e lo stabilizzatore orizzontale di un caccia Supermarine Spitfire. Uno Spitfire Mk.XIV (RM874) fu acquistato senza il suo motore Rolls-Royce Griffon 65 in Gran Bretagna dall'addetto aeronautico brasiliano il 19 dicembre 1952. Fu costruita una nuova fusoliera per ospitare un motore turboelica Armstrong Siddeley Double Mamba da 3.000 CV (2.237 kW) posizionato dietro l'abitacolo passeggeri. Tuttavia, sia la Armstrong Siddeley che il governo inglese non volevano che uno dei loro nuovi motori avanzati venisse utilizzato in un progetto così radicale e rifiutarono di vendere un motore Double Mamba al Brasile.
Heinrich Focke e il team Convertiplano modificarono il disegno dell'HC-I per ospitare un motore radiale Wright R-3350 da 2.200 CV (1.641 kW) già utilizzato su un Lockheed L-049 Constellation, e il velivolo assunse la denominazione di HC-Ib. Lo R-3350 era più grande e pesante del Double Mamba e erogava meno potenza. Alcune fonti affermano che fu utilizzato un Turbo Compound R-3350-DA3 da 3.250 CV (2.424 kW), ma le immagini mostrano che non ci sono turbine di recupero di potenza sul motore installato in un banco di prova. Furono necessarie ampie modifiche alla fusoliera dell'aereo per ospitare il motore a 18 cilindri raffreddato ad aria. L'abitacolo passeggeri fu omesso e l'R-3350 fu installato al centro della fusoliera. Fu aggiunta una fessura anulare dietro la cabina di pilotaggio per far entrare aria di raffreddamento per il motore. Dopo essere passata attraverso i cilindri del motore, l'aria usciva tramite un condotto a getto nella parte posteriore dell'aereo. Il carrello di atterraggio dello Spitfire venne rinforzato per compensare il peso dell'R-3350.
Una trasmissione a cambio montata sulla parte anteriore dell'R-3350 divideva la potenza del motore su due alberi. L'albero anteriore si estendeva dal motore alla trasmissione anteriore che. aveva alberi che si estendevano a sinistra e a destra. Questi alberi portavano a trasmissioni ad angolo retto che azionavano i rotori anteriori. L'erogazione di potenza per i rotori posteriori era più complessa. Un albero si estendeva verticalmente dalla trasmissione sulla parte anteriore del motore e incontrava una trasmissione ad angolo retto posizionata direttamente sopra il motore. Dalla trasmissione ad angolo retto, un albero si estendeva fino alla trasmissione posteriore. La trasmissione posteriore aveva gli stessi alberi e trasmissioni ad angolo retto per i rotori posteriori della trasmissione anteriore. La trasmissione e le trasmissioni furono progettate da Willi Bussmann e costruite dalla BMW in Germania. Bussmann era un ex dipendente della BMW e aveva lavorato con la Focke su diversi progetti Focke-Achgelis.
Ogni rotore era costituito da tre pale costruite in Svezia e realizzate con un telaio in acciaio ricoperto di legno. Il passo delle pale si regolava automaticamente e aveva un controllo collettivo e ciclico. I rotori erano controrotanti, con quello di destra che girava in senso antiorario e quello di sinistra che girava in senso orario. L'HC-Ib aveva un'apertura alare di 11,42 m ed era lungo 10,74 m.
Fu costruito un impianto e i collaudi del motore, dei riduttori, degli alberi, delle trasmissioni ad angolo retto e dei rotori iniziarono alla fine del 1953. Tuttavia, le vibrazioni del motore radiale causarono alcuni problemi che richiesero tempo per la risoluzione. La cellula dell'HC-Ib era quasi completamente costruita e aveva il motore installato quando il progetto fu annullato nel 1955. La realizzazione del convertiplano risultò più costosa del previsto e l'interesse per l'HC-1b diminuì costantemente dopo il passaggio al motore R-3350. A peggiorare le cose, molti tecnici tedeschi ritornarono in Europa o andarono negli Stati Uniti d'America quando cessarono i loro contratti con la CTA. Alcuni tecnici tedeschi rimasero e poi entrarono a far parte della Embraer. Dopo l'annullamento del progetto il prototipo dell'HC-Ib Convertiplano fu lasciato in un deposito esterno per essere infine  demolito negli anni settanta del XX secolo. Ci sono alcuni resoconti secondo cui le pale del rotore sono l'unica parte dell'aereo sopravvissuta.
Fu preso in considerazione un successivo progetto di convertiplano designato HC-II, che sarebbe stato alimentato da quattro motori turboalbero General Electric T58 da 1.400 hp con una cabina capace di ospitare da quattro a sei passeggeri. L'HC-II non andò mai oltre la fase di progettazione iniziale. Lo HC-II Convertiplano avrebbe dovuto avere un motore GE T58 montato direttamente su ciascuna delle quattro gondole. Per il resto manteneva la configurazione dell'HC-I originale.